# Dajaca filiformis
Dajaca filiformis är en insektsart som beskrevs av Bragg 1992. Dajaca filiformis ingår i släktet Dajaca och familjen Aschiphasmatidae. Inga underarter finns listade i Catalogue of Life.